# Vlag van Tervuren
De vlag van Tervuren werd door de gemeenteraad op 27 februari 1987 officieel vastgesteld als de gemeentelijke vlag van de Vlaams-Brabantse gemeente Tervuren. Op 26 mei 1987 werd hij door het Bestuur van Vlaanderen bevestigd en uiteindelijk gepubliceerd op 3 december 1987 in het officiële Belgisch Staatsblad.
De vlag van Tervuren is gebaseerd op het wapen van Tervuren en heeft dan ook dezelfde tekening en kleuren op de vlag als op het wapen. De leeuw zijn ontleend uit de Vlaamse vlag.
Op de vlag kunnen we een blauwe leeuw zien op een witte achtergrond. De oorsprong van deze leeuw is terug te vinden op de oudste zegels die de stad ooit heeft gehad. Dit was de zegel van een bastaard van de Hertog van Brabant, die tevens in 1435 in het bezit kwam van de stad Tervuren. Zijn wapen bevatte een zilveren achtergrond met daarop een leeuw in lazuur.
Officieel wordt de vlag als volgt beschreven:
Wit met een blauwe leeuw.

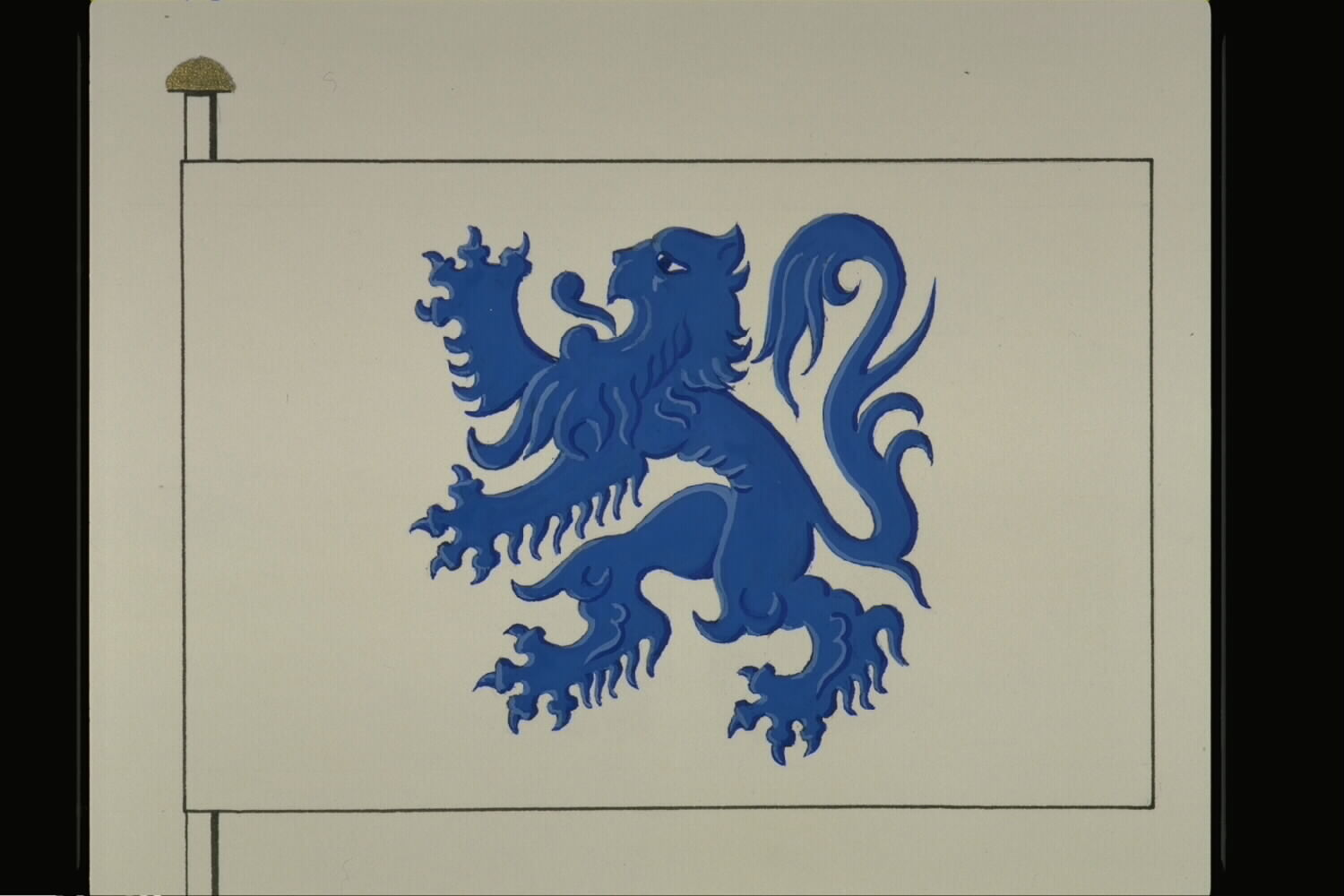
Officiële tekening van de vlag
Vlag van Vlaanderen